# Іванівці (Новоукраїнський район)
Іва́нівці (до 7 березня 1946 — Янчине) — село в Україні, у Рівнянській сільській громаді Новоукраїнського району Кіровоградської області. Населення становить 272 осіб.

## Історія
7 березня 1946 року указом Президії ВР УРСР село Янчине було перейменовано на Іванівці.

## Населення
Згідно з переписом УРСР 1989 року чисельність наявного населення села становила 258 осіб, з яких 116 чоловіків та 142 жінки.
За переписом населення України 2001 року в селі мешкала 271 особа.

### Мова
Розподіл населення за рідною мовою за даними перепису 2001 року:
| Мова       | Відсоток |
| ---------- | -------- |
| українська | 93,75 %  |
| російська  | 2,21 %   |
| молдовська | 1,84 %   |
| польська   | 0,37 %   |
| інші       | 1,83 %   |